# Upper Arlington High School
Die Upper Arlington High School ist eine Sekundarschule im Schulbezirk der Stadt Upper Arlington, ein Vorort der Stadt Columbus im US-Bundesstaat Ohio. Der Nachwuchs der Highschool besteht aus Schülern der Mittelschulen Jones Middle School und Hastings Middle School.

## Geschichte
Die Upper Arlington High School befand sich anfangs im Gebäude der jetzigen Jones Middle School. Im Jahre 1956 wurde wegen der wachsenden Bevölkerung Upper Arlingtons nördlich des alten Standorts ein Schulgebäude errichtet. 2015 hieß es, diese Gebäude müsse aus Sicherheitsgründen abgerissen werden. Der Neubau wurde am gleichen Standort errichtet und 2021 fertiggestellt.
Der Schulleiter ist Andrew Theado.

## Akademische Leistung
Die Upper Arlington High School bietet Honours- und Advanced Placement-Kurse an und ist 2005 dem International-Baccalaureate-Programm beigetreten.
Sie bieter auch Musikunterricht an, darunter Kurse für Band-, Orchester- und Chor, sowie Musiktheorie, Gitarre und IB-Musik.
Die Sportmannschaften der Highschool tragen den Namen „Golden Bears“, als Maskottchen wird ein goldener Bär verwendet. Der Golfprofi und UAHS-Alumnus Jack Nicklaus erhielt seinen Spitznamen „Golden Bear“ von seiner Alma Mater. Die Sportmannschaften von Golden Bear zählen durchweg zu den besten Schulen der Division I in Ohio, insbesondere in den Sportarten Fußball, Golf, Tennis, Basketball, Wasserball, Langlauf, Lacrosse und Schwimmen. Die Fußballmannschaft von Upper Arlington gewann im Jahr 2000 den Division One-Staatsmeistertitel im Fußball.
Die Schule verfügt außerdem über ein Ruderteam, das das ganze Schuljahr über an Wettkämpfen teilnimmt und in der Herbst- und Frühlingssaison rudert. Das Upper Arlington Crew-Team ist das einzige schulische Ruderprogramm in Zentral-Ohio und erreicht bei prestigeträchtigen Veranstaltungen wie den Regatten Midwest Scholastic, Midwest Junior, Scholastic Nationals und US Rowing Youth National Championship regelmäßig Top-Platzierungen. Das Team schickt außerdem regelmäßig Boote zum Head of the Charles Regatta, einer selektiven Ruderveranstaltung, die die besten Ruderer aus der ganzen Welt anzieht.

## Ehemalige
- Lois McMaster Bujold (* 1949), Autorin von Science-Fiction- und Fantasybüchern
- Beverly D’Angelo (* 1951), Schauspielerin und Sängerin
- Rose Gottemoeller (* 1953), Diplomatin
- Abby Johnston (* 1989), Wasserspringerin
- Jack William Nicklaus (* 1940), Golfspieler und Golfplatzarchitekt
- George Smoot (* 1945), Astrophysiker und Nobelpreisträger
- Jake Borelli (* 1991), Schauspieler